# سوآرز (کائوکا)
سوآرز (انگلیسی: Suárez, Cauca) نام شهری در کشور کلمبیا است.